# Conservatief libertarisme
Conservatief libertarisme, ook bekend als libertarisch conservatisme (en soms constitutioneel libertarisme of rechts libertarisme genoemd), houdt de politieke ideologieën in die libertarisme en conservatisme combineren. Frank Meyer, een co-oprichter van het Amerikaanse conservatieve tijdschrijft National Review, noemde deze mengeling "fusionisme". 
De ideologie dient niet te worden verward met conservatief-liberalisme, een ideologie die liberaal is en dus een grotere rol voor de overheid ziet.
In essentie gaat het in dit geval om een nieuw opgeleefde vorm van klassiek-liberalisme, een ideologie waarin idealiter de overheid zo klein mogelijk gehouden moet worden (small government). Conservatief libertarisme staat sceptisch tegenover grote en snelle veranderingen. 
Veel libertarische conservatieven in de Verenigde Staten, zoals Amerikaans Congreslid Ron Paul, sluiten zich aan bij de Republikeinse Partij en beschouwen zichzelf als libertarisch republikein. Het gros van deze libertarische republikeinen pleit voor een tekstuele interpretatie van de Grondwet van de Verenigde Staten, waarbij de tekst zoals deze letterlijk in de grondwet staat als uitgangspunt wordt gezien.
extreemlinks · radicaal-links · links · centrum · rechts · radicaal-rechts · extreemrechts 

confessionalisme · christendemocratie · conservatisme · neoconservatisme · paleoconservatisme · islamisme

liberalisme · klassiek liberalisme · economisch liberalisme · conservatief-liberalisme · progressief liberalisme · neoliberalisme · libertarisme · groenliberalisme · geoïsme

anarchisme · syndicalisme · feminisme · ecologisme · ecofascisme · agrarisme · progressivisme 

marxisme · communisme · trotskisme · leninisme · stalinisme · maoïsme · socialisme · sociaaldemocratie · communitarisme

populisme · fortuynisme · solidarisme · nationalisme · linksnationalisme · fascisme · nationaalsocialisme